# Архетип матері
Архетип матері — один з багатьох видів архетипів, запропонований швейцарським дослідником Карлом Густавом Юнгом в його праці «Архетипи і колективне несвідоме».

## Психологічні аспекти архетипу матері
Карл Густав Юнг виводить поняття архетипу матері від образу Великої Матері, що зустрічається у багатьох релігіях.
« Поняття Великої Матері походить з історії релігії й охоплює найрізноманітніші прояви типу богині-матері»
Архетип матері має велику кількість аспектів. типові форми: власна матір, бабця, мачуха, свекруха, вихователька. У вищому або ж переносному сенсі — Матір Божа, Діва. У ширшому сенсі — церква, університет, місто, країна, небо, земля, ліс, море, тиха вода. У вужчому сенсі — як місце народження чи зачаття, сад, нива, печера, глибокий колодязь, квітка, корова, заєць або ж взагалі будь-яка корисна тварина. Суттєвою рисою архетипу матері є магічний авторитет жіночого. До нього додається мудрість, духовна висота, турботливе, підтримуюче, але також темне, що пожирає, спокусливе й отруйне. Юнг вважає, що будь-який архетип матері містить в собі добру і злу сторону. Це поєднання найбільше відображає філософія Самкх'я, адже вона перетворила архетип матері на поняття Пракріті, яка містить в собі три протилежні властивості: доброту, пристрасть і темряву.

#### Архетип матері та індивідуальний досвід
Народно-психологічний образ матері є універсальним, проте він змінюється в залежності від окремого індивідуального досвіду. Карл Юнг за особистою матір'ю визнає лише умовне значення, адже змальований в літературі образ матері містить в собі справжні характеристики особистості матері, але з іншого боку на ці характеристики накладається проєкція фантастичного (архетипового) з боку дитини. Це створює міфологічне тло і додає матері авторитету. Саме тому Карл Юнг шукає причину інфантильних неврозів шукає насамперед у матері.

#### Комплекс матері
Архетип матері є основою «комплексу матері». дії материнського комплексу є різними залежно від того, йдеться про сина чи про доньку. Типовим для материнського комплексу у сина за Юнгом є гомосексуальність і донжуанізм. Матір є першою жіночою істотою, що зустрічається майбутньому чоловікові, тож вона завжди натякає на чоловічість сина. Так само син щоразу більше усвідомлює жіночість матері та інстинктивно відповідає на неї. Материнський комплекс доньки Юнг вважає чистим і таким, що не впливає на психіку.

#### Велика Мати
Розвитком ідеї архетипу матері стала поява архетипу Великої Матері. Велика Мати вперше зустрічається у Карла Юнга, але потім ця ідея отримала розвиток. Дослідник архетипу матері — Еріх Нойман, студент Карла Юнга — погоджується зі своїм наставником. Він вважає, що поняття Великої Матері, як і уявлення про матір, закладені у нашій психіці уже віддавна і можуть трохи змінюватись з поколіннями. Тобто Велика Матір зустрічається у всіх казках, легендах, міфах та ритуалах. В українській традиції існує Берегиня, що бере свій початок від слов'янської міфології, і залишається існувати досі під виглядом Божої Матері, або ж власної мами чи бабусі.
Для Еріха Ноймана важливим є розрізнення понять архетип і символ. Архетип — це несвідомі образи, символи — це свідомі поєднання. таким чином навіть у самому формулюванні «Велика Мати» закладений символізм, адже «Мати» відносить нас не стільки до родинних відносин, скільки до нашого его. «Велика» визначає вищість, пріоритетність цього образу матері над усім створеним людиною та й природою також.
Нойман наводить приклад дитини, яка вперше стикається з архетипом Великої Матері у своїй мамі, яку вона сприймає як всемогутню жінку, від якої залежить у всьому, а не як об'єктивно свою матір. Нею мати стає уже пізніше, коли его на свідомість трохи розвинуться. Для Еріха Ноймана Велика Матір є основним концептом Жіночності в цілому.